# Zathura: A Space Adventure
Zathura: A Space Adventure
(titulada Zathura: una aventura espacial en Chile y Argentina, y Zathura: una aventura fuera de este mundo en España, México, Venezuela, Colombia y Uruguay) es una película de aventuras de ciencia ficción estadounidense de 2005 dirigida por Jon Favreau. Es una adaptación del libro infantil Zathura de 2002 de Chris Van Allsburg, autor del libro infantil Jumanji de 1981. Es un spin-off independiente de la película Jumanji de 1995 y la segunda entrega de la franquicia Jumanji. La película está protagonizada por Josh Hutcherson, Jonah Bobo, Dax Shepard, Kristen Stewart y Tim Robbins.
La historia trata sobre dos hermanos, Walter y Danny Budwing (interpretados por Hutcherson y Bobo respectivamente), que encuentran un misterioso juego de mesa en el sótano, que transporta su casa al espacio exterior. Junto con su hermana mayor Lisa (Stewart) y un astronauta (Shepard), intentan sobrevivir al juego para poder regresar a casa.
La película se rodó en Los Ángeles y Culver City, California, y se estrenó el 11 de noviembre de 2005 en Estados Unidos. A diferencia de Jumanji, que fue distribuida por TriStar Pictures, la película fue distribuida por Columbia Pictures. Recibió críticas positivas de los críticos, pero no tuvo éxito comercial, recaudando $65.1 millones en todo el mundo contra un presupuesto de producción de $65 millones.

## Argumento
Walter, de 10 años y Danny Budwing, de 6 años, son dos hermanos que no se llevan bien ni con su hermana adolescente de 15 años, Lisa. Mientras su padre divorciado está trabajando y Lisa, a quien dejó a cargo, está durmiendo la siesta, Danny descubre un viejo juego de mesa de temática espacial llamado Zathura en el sótano. Cuando comienza a jugar, el juego produce una carta que invoca una lluvia de meteoros dentro de la sala de estar. Walter y Danny se dan cuenta de que jugar afecta la realidad.
Los chicos descubren que la casa flota en el espacio. Lisa cree que se ha quedado dormida y es de noche y se prepara para salir. La siguiente carta la pone en un sueño criogénico, dejándola congelada. Walter concluye que deben ganar el juego para que todo vuelva a la normalidad. Mientras continúan jugando, Walter y Danny superan los peligros y distintas catástrofes presentadas por las cartas del juego, incluida la aparición de un robot defectuoso que persigue a Walter por considerarlo una forma de vida alienígena amenazante, pero los chicos consiguen neutralizar al robot temporalmente, inclusive pasan demasiado cerca de una estrella y finalmente son atacados por una raza de alienígenas reptiles llamada Zorgons. Uno de los turnos de Danny hace que aparezca un astronauta, que elimina metódicamente las fuentes de calor de la casa, ya que los Zorgons se sienten atraídos por el calor. Entonces el astronauta le dice a Walter que vaya al sótano y apague la flama azul de la caldera del horno, pero Walter no la apaga, por temor a ser atacado por el robot, el cual en ese momento se estaba auto-reparando. El astronauta consigue deshacerse temporalmente de la nave de los Zorgons, incinerando el sofá del padre de los niños, el cual expulsan al espacio exterior para que los alienígenas vayan tras el mismo.
Walter exige que el astronauta se vaya, pero Danny decide dejarlo quedarse temporalmente. Cada vez más agitado, Walter acusa a Danny de hacer trampa al supuestamente mover su pieza prematuramente; cuando Walter intenta mover la pieza hacia atrás y toma su siguiente turno, el juego reacciona como si Walter estuviera haciendo trampa y lo expulsa de la casa, pero el astronauta lo rescata. En el siguiente turno de Walter, recibe una tarjeta dorada que trae una estrella fugaz que le permite pedir un deseo que resulta en otra pelea entre los chicos. Temiendo lo peor, el astronauta se siente aliviado al descubrir que Walter solo pidió un balón de fútbol americano autografiado por Brett Favre. Explica sus orígenes, diciendo que él y su hermano habían jugado el juego quince años antes, y después de una pelea cada vez mayor, deseaba que su hermano nunca hubiera nacido, lo que le impidió terminar el juego sin el segundo jugador ahora inexistente.
Lisa se despierta de su sueño criogénico y aún ajena a la situación, sube la temperatura. Esto hace que los Zorgons regresen nuevamente y anclen sus naves a la casa. Lisa finalmente descubre su situación y los cuatro se esconden, pero se dan cuenta de que dejaron el juego atrás. Danny encuentra el juego a bordo de una de las naves Zorgons, pero es visto. En ese instante el robot se reactiva y sigue su persecución contra Walter, hasta que este último por recomendación de Danny usa una carta que dice «Reprograma» que tenía guardada de un turno previo y consigue arreglar al robot defectuoso, quien rápidamente procede a contraatacar a los Zorgons, provocando que estos huyan del pánico de la casa y el mismo destruye una de las naves de estos seres.
Walter recibe otra tarjeta de estrella fugaz y la utiliza para traer de vuelta al hermano del astronauta en agradecimiento por su ayuda y apoyo, haciendo que aparezca un doble de Danny. El astronauta revela que en realidad es una versión anterior de Walter de un universo alternativo, y elogia a su yo más joven por tomar una mejor decisión que la que tomó en su línea de tiempo, y el astronauta y el Danny alternativo se fusionan con sus contrapartes a medida que cambia el futuro.
Una flota de Zorgons regresa para atacar la casa. Cuando Danny hace el movimiento ganador, se revela que Zathura es un agujero negro, que procede a absorber la flota de los Zorgons y la casa. Los hermanos se despiertan en la casa como estaba antes de que los hermanos iniciasen el juego, justo cuando su padre llega a casa. Su vínculo renovado, se prometen mutuamente y a Lisa no contarle a nadie sobre el juego y su aventura. Después de que se van con su madre, la bicicleta de Danny, que había estado orbitando su casa, cae del cielo.

## Reparto
- Jonah Bobo como Danny
- Josh Hutcherson como Walter
- Dax Shepard como el astronauta
- Kristen Stewart como Lisa
- Tim Robbins como papá
- Frank Oz como la voz del Robot

Además, John Alexander actuó como el Robot, Derek Mears como el Zorgon Líder, y Douglas Tait, Joe Bucaro y Jeff Wolfe interpretan a Zorgons individuales.

## Producción
El director Jon Favreau reconoció la influencia de otras películas diciendo que Zathura tenía algunas partes como Star Wars, Indiana Jones, Battle Beyond the Stars y Superman. Favreau conocía a Dax Shepard de la serie de televisión Punk'd, pero se convenció de que lo eligiera porque Mike Judge lo puso en Idiocracy y debido a su experiencia en la improvisación con The Groundlings de la que Will Ferrell también había salido.
Favreau prefirió utilizar efectos prácticos en lugar de imágenes generadas por computadora (CGI) en la película. Dijo: «Es muy divertido filmar naves espaciales reales o tener un robot real corriendo en el set, o Zorgons reales construidos por Stan Winston. Les da a los actores, especialmente a los actores jóvenes, mucho en qué trabajar». Dax Shepard, quien interpreta al astronauta, dijo que no le habría interesado hacer la película si los efectos se hubieran basado en CGI. La actriz Kristen Stewart disfrutó de los efectos en el set y dijo: «Cuando arponeamos las paredes y las arrancamos, realmente lo estábamos haciendo. Cuando hubo un incendio en el set, realmente hubo fuego», y eso «solo la pantalla verde con la que estuve involucrado fue para ser succionado por el agujero negro».
Se utilizaron modelos en miniatura para crear las naves espaciales; Favreau disfrutó usando técnicas utilizadas en muchas películas anteriores, como la trilogía original de Star Wars. En algunas tomas, las naves Zorgon fueron generadas por computadora, y en muchas de las escenas se usaron efectos digitales para crear, por ejemplo, meteoros y planetas, y extremidades para el traje de robot construido por Stan Winston Studios. CGI se utilizó para aumentar los trajes de Zorgon, que se construyeron de modo que la cabeza saliera de la parte delantera del traje donde estaba el pecho del actor y el actor usaba una capucha de pantalla azul sobre su propia cabeza, y crear un Zorgon completamente generado por computadora para una escena. Stan Winston Studios también hizo un modelo congelado de tamaño natural de Kristen Stewart, describió el proceso de modelado y escaneado para hacerlo arduo, incluyó detalles hasta las pecas en su brazo y calificó el resultado como una experiencia increíble, comparándolo con tener un gemelo. Se usaron cabras reales y luego se agregaron ojos adicionales usando CGI. Según el supervisor de efectos visuales Pete Travers, de Sony Pictures Imageworks, «fue un aspecto muy importante de los efectos» conservar el estilizado «aspecto de ciencia ficción de los años 50» del libro de Van Allsburg, y se inspiró en el arte de estilo puntillismo.
Favreau dice que la toma más complicada de la película fue cuando la casa fue atrapada por la gravedad de Tsouris 3. El escenario se montó sobre un cardán de 9.1 a 12.2 m del suelo, y el cardán permitió que el configurado para inclinarse cerca de 40 grados. Todo el elenco y el equipo tuvieron que estar asegurados con cables y arneses. Favreau lo llamó «una experiencia abrumadora».

## Estreno
Favreau desalentó la idea de que la película es una secuela de la película de 1995 Jumanji, ya que no le gustó particularmente la película. Tanto él como el autor Chris Van Allsburg, que también escribió el libro del mismo nombre en el que se basa Jumanji, declararon que Zathura es muy diferente de Jumanji. La película fue comercializada por el estudio como si tuviera lugar dentro del mismo universo ficticio, y el actor de la serie Jack Black la considera la segunda entrega de la franquicia Jumanji. El autor Chris Van Allsburg atribuyó la falta de éxito de taquilla al márketing y la sincronización.
El estudio comercializó el lanzamiento de la película en un intento de generar el boca a boca con vínculos, incluido un episodio de The Apprentice. Favreau apareció como juez invitado, a los dos equipos del programa se les asignó la tarea de diseñar y construir una carroza para publicitar la película. Favreau asistió a la Comic Con por primera vez para promocionar la película.
La película fue lanzada en DVD en 2006, y una edición del décimo aniversario de Bluray fue lanzada en 2015.

## Recepción

### Taquilla
Con su presupuesto de $ 65 millones, Zathura: Una Aventura Espacial se consideró un fracaso, recaudando $13,427,872 en su primer fin de semana, mientras que, como remanente de la película animada de Disney, Chicken Little ganó más del doble ese fin de semana. La película perdió el 62% de su audiencia el fin de semana siguiente, en parte debido al estreno de Harry Potter y el Cáliz de Fuego. Zathura terminó su carrera teatral con una recaudación bruta de $29,258,869. El total de taquilla internacional fue de $35,820,235, lo que eleva su total bruto mundial a $65,079,104.

### Crítica
En Rotten Tomatoes, la película tiene una calificación de aprobación del 76% según 161 reseñas y una calificación promedio de 6.54/10. El consenso crítico del sitio web dice: «Efectos especiales deslumbrantes para los niños + narración bien elaborada para los [padres] = satisfacción cinematográfica para toda la familia». En Metacritic, la película tiene una puntuación media ponderada de 67 sobre 100, sobre la base de exámenes de 30 críticos, que indica «exámenes generalmente favorables». Las audiencias encuestadas por CinemaScore le dieron a la película una calificación promedio de «B +» en una escala de A+ a F.
Roger Ebert del Chicago Sun-Times le dio 3 de 4 estrellas, elogió a Favreau y escribió: «Zathura carece de las corrientes subterráneas de amenaza arquetípica y emoción genuina [...] pero funciona gloriosamente como ópera espacial». Justin Chang, de la revista Variety, dijo que era «posiblemente la mejor adaptación de un libro de Chris Van Allsburg hasta la fecha» y elogió «el amable y discreto sentido del humor de Favreau y el manejo seguro del territorio emocional bien pisado». John DeFore de The Hollywood Reporter lo calificó como una «bestia rara, una película familiar que incluso los adultos sin hijos pueden disfrutar», y elogió las actuaciones tanto de los niños actores como de Dax Shepard. Stephen Holden de The New York Times dijo que Zathura gratifica enormemente la fantasía de los niños; «no sólo para jugar un juego de mesa, sino para proyectarse en su mundo». Desson Thomson de The Washington Post escribió que Zathura tiene «un sentido de asombro atractivo e infantil».
La conexión con Jumanji puede haber sido una desventaja, con críticos como Luke Baumgarten para Inlander, refiriéndose a él como «Jumanji en el espacio sin Robin Williams».

### Premios y nominaciones
Zathura fue nominada para dos Premios Saturn, como Mejor Película de Fantasía, y Josh Hutcherson como Mejor Actuación de un Actor Joven.
En los Hollywood Film Awards, Avy Kaufman ganó el premio a Directora de casting del año por su trabajo en Capote, Brokeback Mountain, Get Rich or Die Tryin', Syriana y Zathura. En los Young Artist Awards, Josh Hutcherson ganó en la categoría «Mejor actuación en un largometraje (comedia o drama)» por un actor joven principal, y Jonah Bobo fue nominado en la categoría «Mejor actuación en un largometraje» por una edad de actor joven. Diez años o menos.

### Legado
En una revisión de 2018 para Den of Geek, Tim George la calificó como «una película excelente digna de reevaluación», elogiando el guion ingenioso y eficiente, el sentido del capricho de la dirección y el enfoque en el personaje sobre los efectos especiales.
Favreau dijo que la película no fue lanzada sino que «se escapó». Además, describió la experiencia: «Después de los altibajos del éxito de Elf, Zathura fue aleccionador y, aunque fue bien recibido por los críticos y aprendí mucho sobre efectos visuales, la triste realidad del negocio del cine me golpeó como un balde de agua fría».
Jack Black expresó interés en la posibilidad de que la franquicia regrese al espacio. Hiram García, productor de la franquicia reiniciada de Jumanji, dijo que el juego contenía múltiples universos y que el Bazaar introducido en la película de 2017 se agregó para ser un centro central para un universo de juego más grande que los personajes principales no conocerían, y que incluso podría irse al espacio.

## Libros
La película está basada en el libro infantil ilustrado Zathura de Chris Van Allsburg y, en conexión con la película, se lanzaron varios otros libros, incluida una novelización Zathura: The Movie - Junior Novel, así como varios otros libros de actividades y juegos.

## Juego de mesa
Pressman Toy Corporation lanzó un juego de mesa que buscaba imitar el juego epónimo de la película. Titulado Zathura: Adventure is Waiting, el juego incorporó un mecanismo de entrega de tarjetas de relojería impulsado por resorte, un astronauta, los Zorgons, el robot loco y la casa en desintegración de varias maneras.

## Videojuego
El 3 de noviembre de 2005 se lanzó un enlace de videojuego, desarrollado por High Voltage Software y publicado por 2K Games para PlayStation 2 y Xbox. Los juegos recibieron «críticas generalmente desfavorables».